# Андриківський
Андриківський — струмок в Україні, у Путильському районі Чернівецької області, лівий доплив Кобилари (басейн Дунаю).

## Опис
Довжина струмка приблизно 5 км. Формується з багатьох безіменних струмків.

## Розташування
Бере початок на південному сході від Верхнього Яловця. Тече переважно на південний схід через село Андреківське і в селі Шепіт впадає у річку Кобилару, ліву притоку Сучави.